# گلو براق
گلوبراق، روستایی از توابع بخش مرکزی شهرستان جهرم در استان فارس ایران است. از جاهای دیدنی گلوبراق می توان به تنگ گلوبراق، تنگ ناردان و کوه‌های زیبای آن اشاره نمود.

## جمعیت
این روستا در دهستان کوهک قرار دارد و بر اساس سرشماری مرکز آمار ایران در سال ۱۳۸۵، جمعیت آن ۱۶۲ نفر (۳۷خانوار) بوده‌است.